# تولي برس
تولی‌ برس (بالفارسية: تولی‌پرس) هي شركة سلع كيميائية واستهلاكية مقرها في إيران. تنتج الشركة منظفات الغسيل تحت نفس الاسم، وتباع في إيران و17 دولة أخرى.
كما تقوم الشركة بتصنيع مسحوق المنظفات والصابون والشامبو وسوائل غسل الصحون وسوائل غسل اليدين ومساحيق معجون الأسنان. تأسست الشركة عام 1971 ومقرها في طهران. وقد تم إدراج الشركة في بورصة طهران منذ عام 1997.

## روابط خارجية
- موقع الشركة